# 日本大正村役場
日本大正村役場（にほんたいしょうむらやくば）は、岐阜県恵那市明智町にある建築物。登録有形文化財。
1906年（明治39年）に竣工した木造の洋館である。日本大正村の設立経緯などが展示されており、無料休憩所も兼ねている。

## 歴史
- 1906年（明治39年） - 6代目の明智町役場として竣工する[2][1]。
- 1957年（昭和32年）9月 - 明智町役場としての役目を終える[2][1]。以後は商工会議所や集会所などとして使用される。
- 1984年（昭和59年） - 日本大正村の構成施設となる[2]。
- 2000年（平成12年）4月28日 - 国の登録有形文化財に登録される[3][2]。
- 2015年（平成27年） - 恵那市景観重要建造物に指定される[4]。

## 建築
木造2階建て。桟瓦葺、寄棟造り。外壁は下見板張りであり、木製の上げ下げ窓を有する。石門には外灯が設置されている。施工した棟梁は成瀬鑿四郎。